# 세어도항
세어도항은 인천광역시 서구 원창동, 영종대교 북쪽 약 3.2km 되는 곳에 있는 어항이다. 어촌정주어항으로 지정되었다. 시설관리자는 인천광역시 서구청장이다.

## 어항 연혁
- 2006년 6월 13일 인천광역시장이 어촌·어항법 제17조 규정에 의하여 지방어항 지정을 해제하였다.[1]
- 인천광역시 서구청장이 어촌정주어항으로 지정하였다.

## 어항 구역
지방어항 해제 당시의 어항구역은 다음과 같다.
- 수역(74,000m2): 선착장 기점에서 정북으로 200m 반경으로 정서 방향으로 그은 선내구역
- 육역: 미상

## 어항 시설
소규모의 선착장과 물양장이 축조되어 있어 고조시에 어선의 접안이 가능하다.

## 주요 어종
- 실뱀장어, 숭어, 젓새우 등